# وزارة البلدية والبيئة (قطر)
وزارة البلدية والبيئة القطرية هي وزارة تختص بالبلديات والبيئة بتحقيق العديد من الأهداف وفي مقدمتها حماية البيئة من خلال تنمية شاملة ومستدامة لمصلحة الأجيال القادمة وتحقيقا ً لرؤية قطر 2030 م، وذلك من خلال العديد من المشروعات والقوانين وإيجاد الحلول المناسبة للمشاكل البيئية وتدريب الكوادر القطرية على كيفية الاطلاع برسالة حماية البيئة، والعمل على تنسيق كافة الجهود من أجل حماية البيئة والتعاون مع دول العالم من خلال الاتفاقيات الدولية.